# Gmina Bosansko Grahovo
Gmina Bosansko Grahovo (boś. Općina Bosansko Grahovo) – gmina w Bośni i Hercegowinie, w kantonie dziesiątym. W 2013 roku liczyła 2449 mieszkańców.